# 歴経鋪街道
歴経鋪街道（れきけいほかいどう）は中華人民共和国湖南省長沙市寧郷市の街道。

## 行政区画
- 金南社区
- 南太湖村
- 新宝塔村
- 歴経鋪村
- 群星村
- 紫雲村
- 大湾嶺村
- 淨土庵村

## 歴史
- 1949年前に獅顧郷、仙鳳郷を設立。
- 1949年、獅顧郷と仙鳳郷が、竜泉郷、合林郷、斑竹郷、宝塔郷、高印郷として分離独立。
- 1958年、東風人民公社と県農場に改称。
- 1961年、「歴経鋪公社」に改称。そのあと「歴経鋪郷」に改称。
- 2013年、「歴経鋪街道」に昇格。

## 経済

### 名物･特産品
- 鉄砿
- 葡萄

## 地理
歴経鋪街道は寧郷市の北東部に位置し、北は城郊街道、双江口鎮と、東は金洲鎮と、西は白馬橋街道、玉潭街道と、南は夏鐸鋪鎮とそれぞれ接している。
- 河川：潙水河

## 交通

### 橋
- 潙豊壩大橋、溜子洲大橋

### 道路
- 国道：G319国道
- 高速道路：金洲大道
- 省道：S208省道
- 県道：寧郷県道歴泉線、潙江大道、浜江大道、五一西線、二環線、玉潭東路、S208省道連接線、東城大道

## 観光
- 湖：南太湖
- 故居：陶峙岳将軍故居

## 出身有名人
- 陶峙岳：国民党上将